# Fajã dos Padres
Pour les articles homonymes, voir Fajã (homonymie).
Fajã dos Padres est une localité de la côte sud de l'île de Madère appartenant à la freguesia  de Quinta Grande

## Situation géographique
Le village est situé au pied de la falaise de Quinta Grande, qui domine le site d'une hauteur de plus de 250 m.
Le site n'est accessible que par la mer ou par un téléphérique depuis le sommet de la falaise. Un escalier vertigineux permet aussi l'accès au site. La route d'accès à la station de départ de téléphérique est sans issue. Les places de parking libres sont rares en saison touristique.
Un ascenseur actuellement désaffecté permettait l'accès au site avant la mise en route du téléphérique.
Le site ne dépasse pas quelques centaines de mètres de long pour cent mètres de large.

## Le village
Le village ne compte que quelques maisons avec un hôtel-gîte et restaurant et une exploitation d'agriculture biologique.
Le site a été établi sur les rochers résultant de l'effondrement de la falaise. Le nom de "Fajã" désigne ces zones isolées au pied des falaises de Madère.

## Site Touristique
Le site est isolé, il n'y a ni route, ni voitures. Les jardins et bananeraies sont traversés par une allée ombragée par des vignes, parcourant le site d'est en ouest. Le rivage est constitué d'une plage de galets propice à la baignade. 

## Quelques vues du site

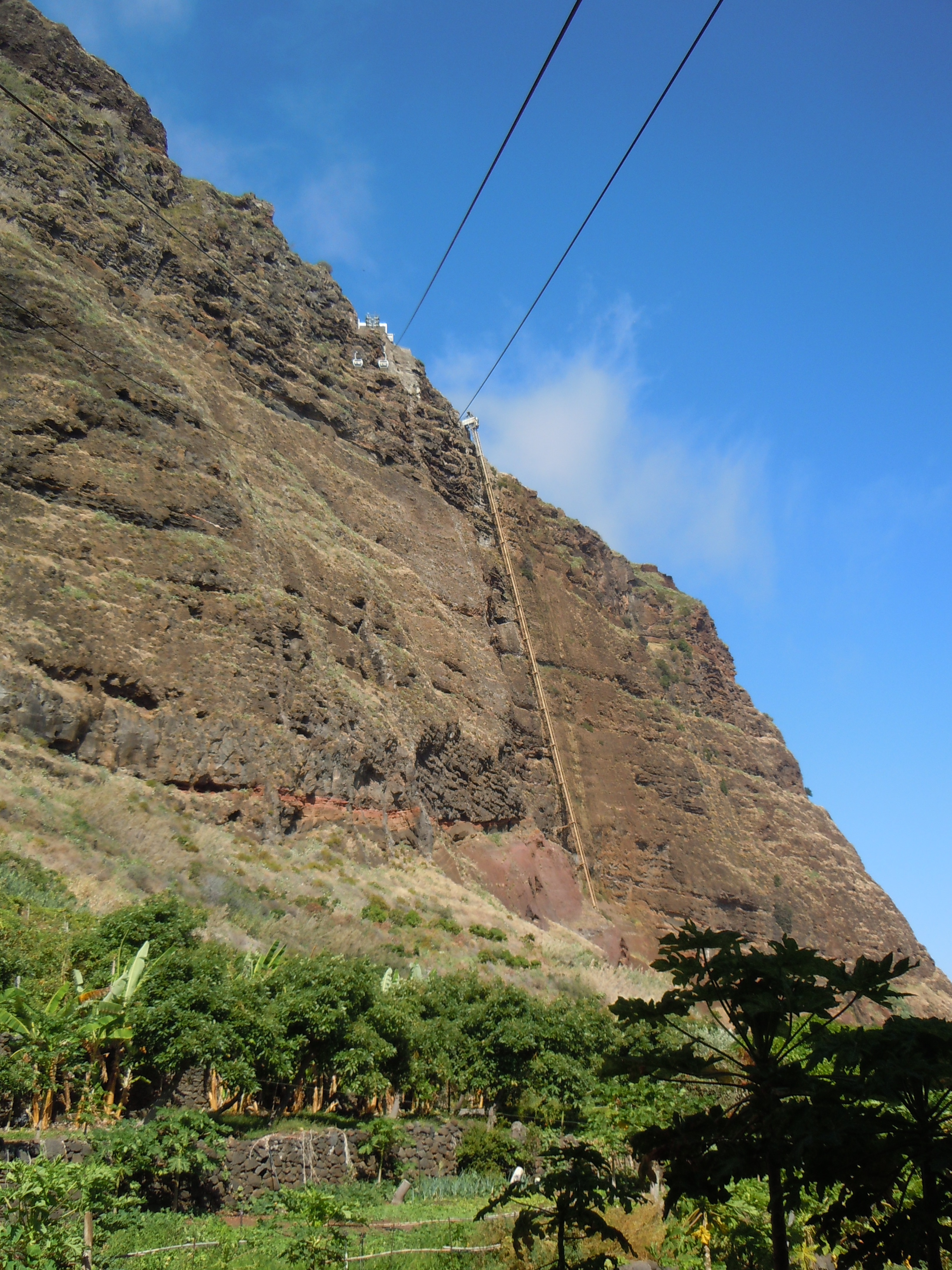
Téléphérique
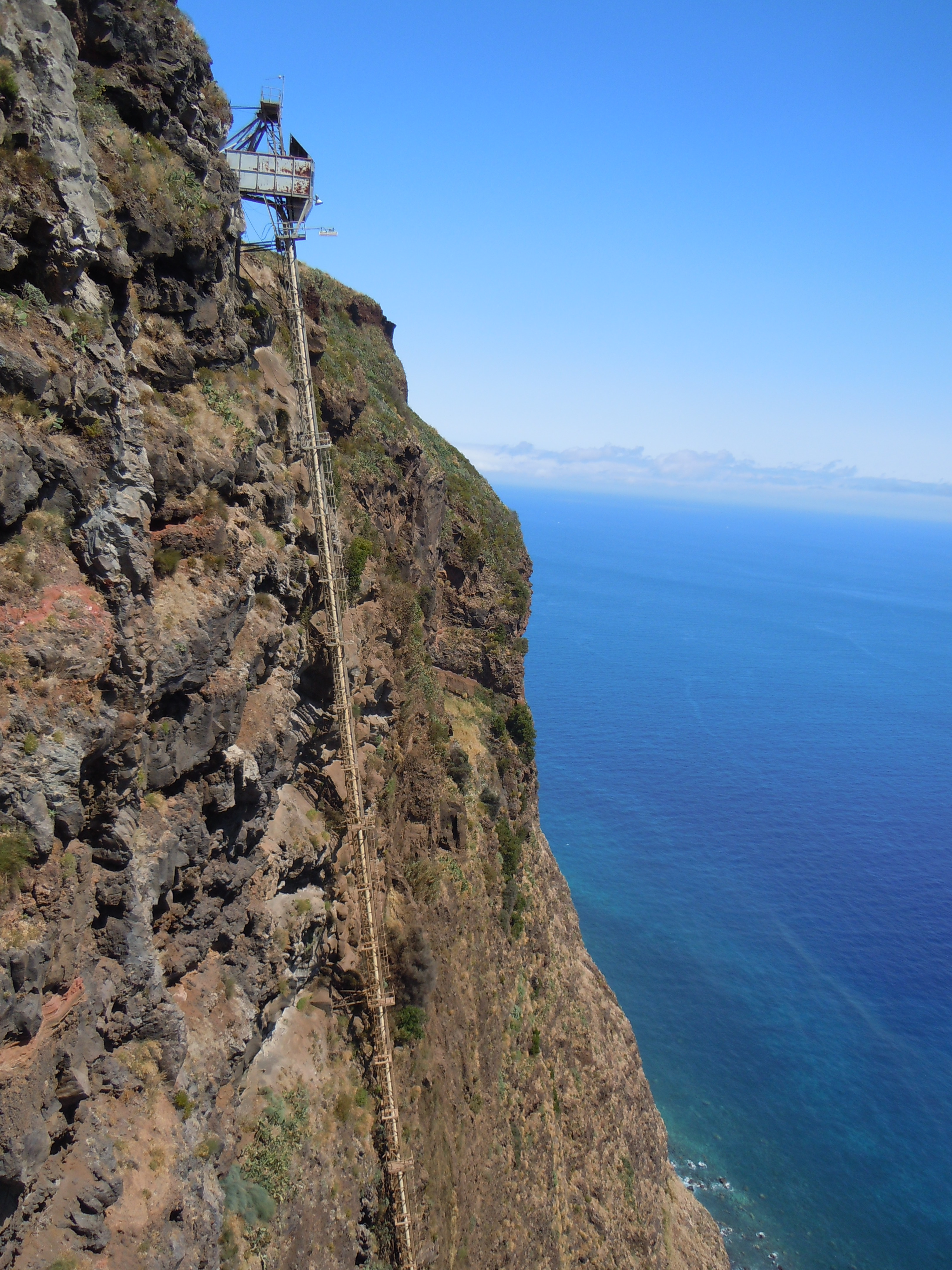
Ancien ascenseur.
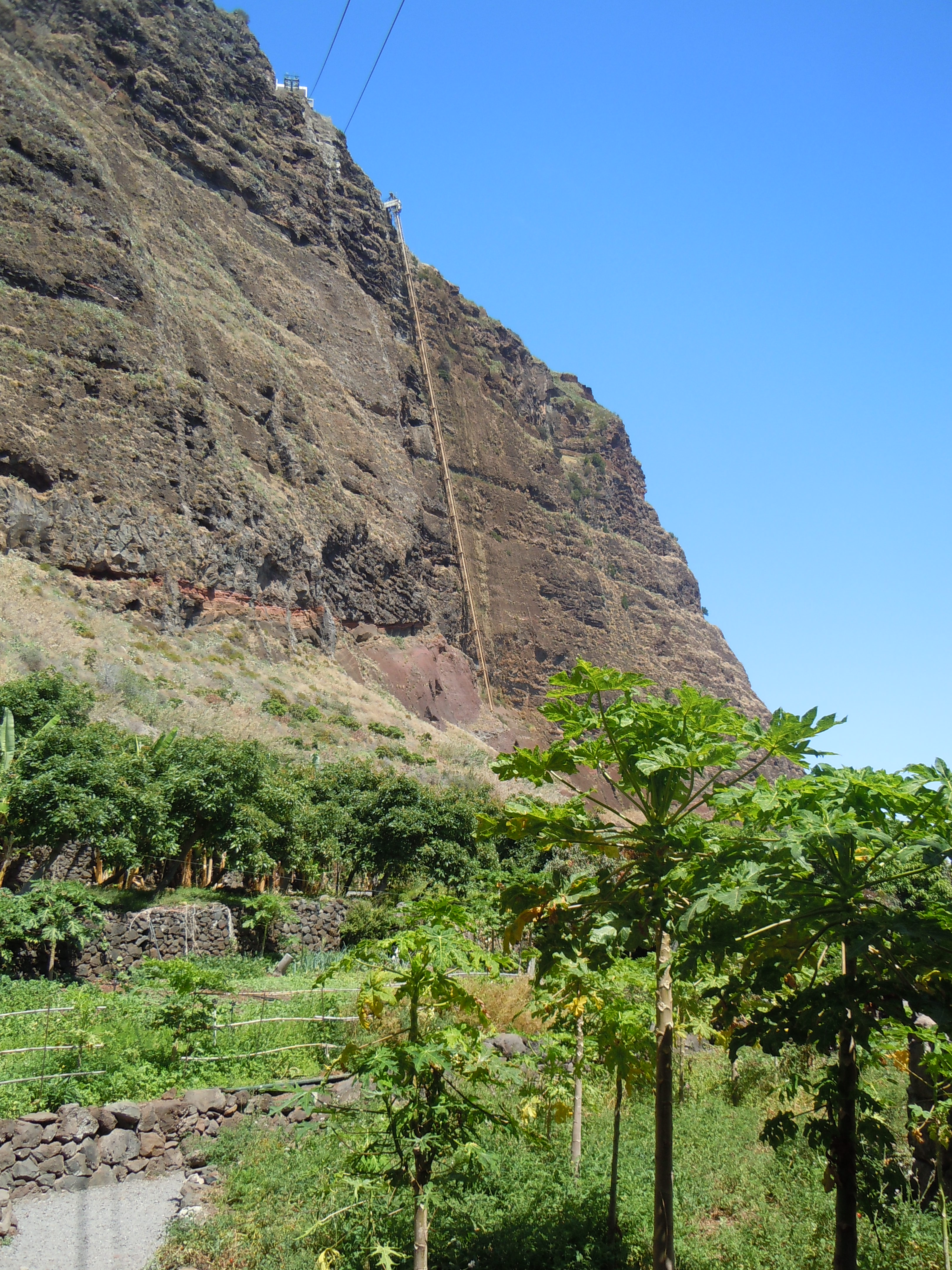
Jardins au pied de la falaise
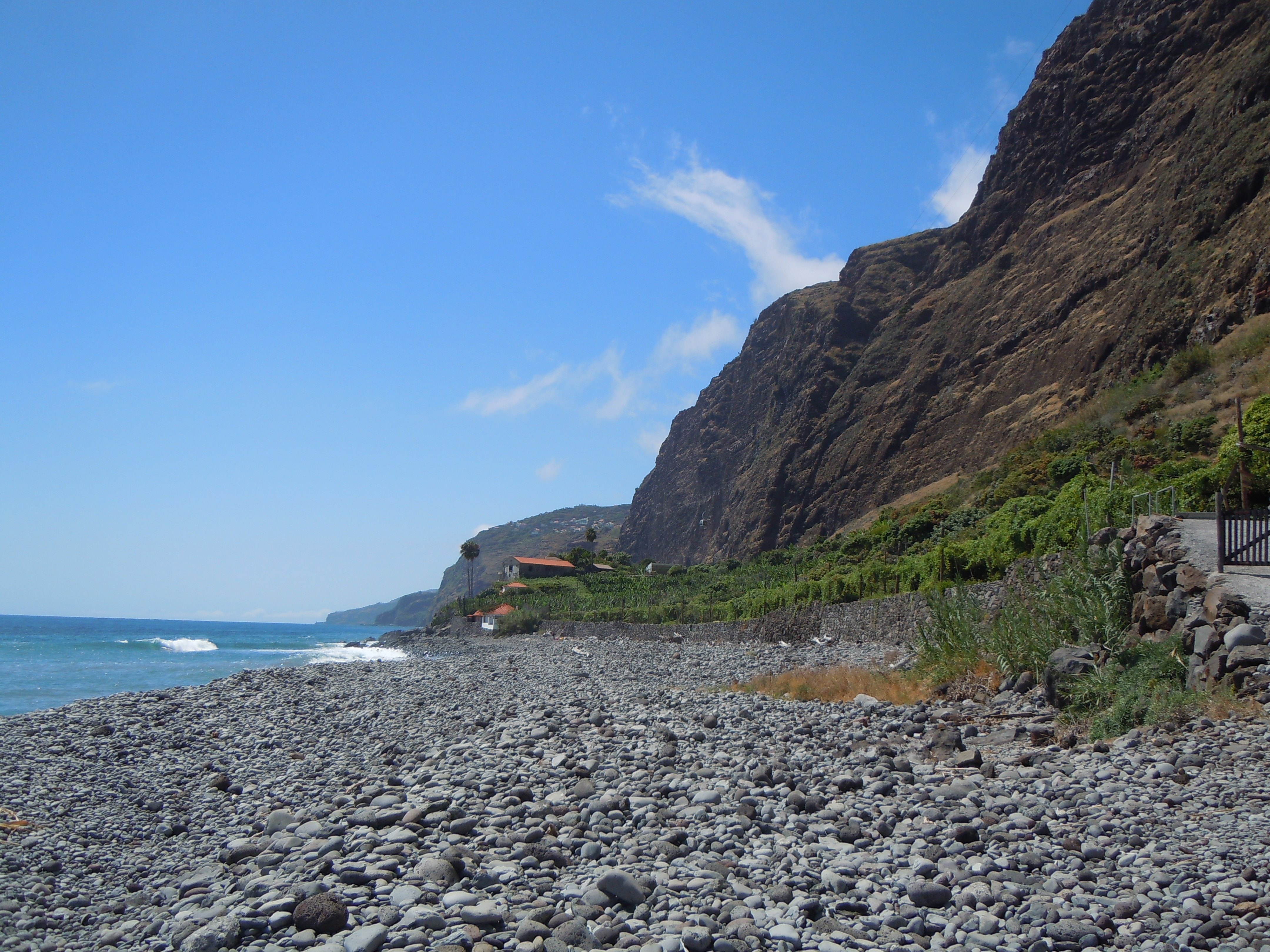
Plage de galets